# Torae
Torae, de son vrai nom Torae L. Carr, né le 18 mars 1979 à Brooklyn, New York, est un rappeur américain. Il compte plusieurs albums solo et collaboratifs, et dirige le label Internal Affairs Entertainment.

## Biographie
Torae acquiert une reconnaissance dans le hip-hop en collaborant avec DJ Premier et Marco Polo. Il publie son premier album solo, Daily Conversation, le 29 janvier 2008. 
Lui et Marco Polo sont bien accueillis grâce à leur album collaboratif Double Barrel le 2 juin 2009 sur le label Duck Down Records. L'album est bien accueilli par la presse spécialisée,. 
Hormis Polo et DJ Premier, Torae collabore avec d'autres producteurs comme Eric G., Black Milk, Khrysis et Apollo Brown. Torae collabore aussi fréquemment avec Skyzoo et Sha Stimuli. Il travaille aussi aux côtés de Tash of Tha Alkaholiks, Teflon, Chaundon, Sean Price, Masta Ace, Wale, Nefew, et Talib Kweli.
Torae publie son deuxième album solo, For the Record le 3 avril 2012 sur son propre label, Internal Affairs Entertainment ; il contient des singles comme Shakedown et You Ready. Il fait aussi participer Pete Rock, Large Professor, DJ Premier, et 9th Wonder à la production. 
Il publie ensuite un album collaboratif avec Skyzoo intitulé Barrel Brothers le 27 mai 2014 sur les labels First Generation Rich, Internal Affairs Entertainment et Empire Distribution. Il fait participer Blu, Guilty Simpson, Livin Proof, Sean Price de Heltah Skeltah et Sha Stimuli. Concernant cet album collaboratif, Skyzoo explique que « ça fait depuis longtemps qu'on l'avait prévu, mais quand le public le voulait il y a six ans, que ce soit Sky ou moi, on s'était déjà bien établis comme artistes solo. »
En 2015, Torae annonce un nouvel album produit par DJ Premier. 
Torae publie l'album Entitled le 22 janvier 2016 sur le label Internal Affairs Entertainment. Il fait participer Pharoahe Monch d'Organized Konfusion, 3D Na'tee, Jarell Perry, Kil Ripkin, Mack Wilds, Phonte, Roni Marsalis, Saul Williams, Shaquawna Shawnte et Teedra Moses.

## Discographie

### Albums studio
- 2008 : Daily Conversation
- 2012 : For the Record
- 2016 : Entitled

### EPs
- 2012 : Off the Record

### Albums collaboratifs
- 2009 : Double Barrel (avec Marco Polo)
- 2014 : Barrel Brothers (avec Skyzoo, sous le nom Barrel Brothers)

### Mixtape
- 2008 : Allow Me to Reintroduce Myself